# Orthographe du néerlandais
L'orthographe du néerlandais est officiellement réglementée aux Pays-Bas, en Flandre et au Surinam. Elle reprend, sous une forme modifiée, l'orthographe dite De Vries et Te Winkel. Cette orthographe, établie en 1863, a été introduite en Belgique en 1864 et dans le royaume des Pays-Bas en 1883. Elle a ensuite été modifiée à plusieurs reprises :
- en 1946 (Belgique)
- en 1947 (Pays-Bas, Antilles néerlandaises et Suriname)
- en 1996 (Belgique et Pays-Bas), par l'intermédiaire de l'Union de la langue néerlandaise
- en 2006 (Belgique et Pays-Bas), également par l'intermédiaire de l'Union de la langue néerlandaise.

Bien que l'orthographe officielle aux Pays-Bas et en Flandre n'ait force de loi que pour la fonction publique et l'enseignement, de nombreux utilisateurs de la langue la suivent également. La ligne directrice qui est généralement prise comme point de départ est le glossaire de la langue néerlandaise, mieux connu sous le nom de Livret vert (het Groene Boekje). Il existe toutefois une orthographe dissidente, en usage dans un certain nombre de grands médias, codifiée dans un guide orthographique appelé le Livret blanc (het Witte Boekje).

## Base juridique

### Aux Pays-Bas
Aux Pays-Bas, l'orthographe est réglementée par la loi sur l'orthographe du 15 septembre 2005. Cette loi est entrée en vigueur le 22 février 2006, en remplacement de la loi néerlandaise du 14 février 1947 sur les règles d'orthographe. Le décret d'application des règles d'orthographe de 2005 a en annexe la Directive, les règles d'orthographe décidées par le Comité des Ministres le 25 avril 2005. Ce décret est entré en vigueur le 1er août 2006, remplaçant le décret du 19 juin 1996.
La loi sur l'orthographe habilite le Comité des ministres de l'Union de la langue néerlandaise à fixer l'orthographe du néerlandais par décret ministériel. En outre, la loi dispose que cette orthographe doit être respectée par « les organismes gouvernementaux, les établissements d'enseignement financés par les deniers publics, ainsi que lors des examens pour lesquels des dispositions légales ont été prévues. »
Dans les autres cas, il est conseillé, mais non obligatoire, de suivre l'orthographe officielle. Un journaliste, un homme politique ou un auteur peuvent, et parfois doivent, s'écarter de l'orthographe officielle, afin de faire passer leur message le plus largement possible.

### Flandre
En Flandre, la base légale de l'orthographe est le décret du Prince Régent Charles de Belgique du 9 mars 1946. Ce décret, toujours dans l'ancienne orthographe, stipule que l'orthographe officielle s'applique « à l'enseignement du néerlandais, à la correspondance administrative, au texte néerlandais des lois et des décrets et, en général, à tous les actes publics émanant du gouvernement légalement nommé, » en d'autres termes : à la matière scolaire qu'est le néerlandais et aux documents gouvernementaux. En outre, il ne contenait que les changements relatifs à l'orthographe De Vries et Te Winkel. Le glossaire (le Livret vert) a été ajouté à ce décret par l'arrêté royal du 19 août 1954.
Le « décret du gouvernement flamand établissant certaines règles d'orthographe officielle et d'usage oral de la langue néerlandaise » ( Besluit van de Vlaamse regering tot vaststelling van bepaalde regels van de officiële spelling en van de spraakkunst van de Nederlandse taal) publié le 30 mai 1996 a remplacé l'ancien Livret vert par la nouvelle directive et une liste supplémentaire de mots d'origine étrangère qui font exception aux règles générales d'orthographe. Ainsi, seul ce glossaire limité a un statut officiel pour la fonction publique et l'enseignement. Ce dernier décret est entré en vigueur le 1er septembre 1996, avec une période de transition d'un an. Le 30 juin 2006, le gouvernement flamand a décidé de modifier l'orthographe avec effet au 1er août 2006, conformément à la décision du Comité des Ministres de l'Union de la langue néerlandaise.

### Surinam
La République du Surinam n'a pas encore promulgué de loi réglementant l'orthographe de la langue néerlandaise. Jusqu'à l'adhésion du Surinam en tant que membre associé de l'Union de la langue néerlandaise, en 2004, l'orthographe de 1947 a été suivie. Entretemps, le Surinam a indiqué qu'il souhaitait suivre l'orthographe fixée par l'Union de la langue néerlandaise en 2005. Celle-ci a mis en place un groupe de travail sur la mise en œuvre de l'orthographe pour conseiller le Surinam sur l'introduction légale de la nouvelle orthographe et son application dans l'administration et l'éducation.

### Textes officiels
Selon les décrets néerlandais et flamands de 2006, les documents suivants ont un statut juridique :
- l'orthographe du Leidraad Nederlandse spelling (guide orthographique néerlandais), joint en annexe 1 aux deux décrets,
- un glossaire d'environ 16 000 mots, joint en annexe 2 aux deux décrets.

Le glossaire de la langue néerlandaise (le livret vert ou Groene Boekje) reprend ces annexes. Cela ne signifie pas que tous les mots contenus dans le Livret vert aient un statut officiel : ce n'est pas le cas pour les mots qui ne sont pas inclus dans l'annexe 2 et qui ne relèvent pas d'une des règles du Guide. 

## Règles officielles d'orthographe néerlandaise
Les règles de l'orthographe néerlandaise sont au nombre de cinq : trois principes (conformité à la prononciation standard, unicité de forme, étymologie) et deux règles qui concernent spécifiquement le redoublement ou non des voyelles et dans certains cas des consonnes. 
Ces règles, ainsi que leurs nombreuses exceptions et les listes officielles de mots néerlandais sont publiés par l'Union de la langue néerlandaise dans le fameux Livret vert.
Le redoublement des voyelles, destiné à restituer les voyelles ouvertes (dites longues, ou parfois pures) et les voyelles fermés (dites courtes, ou parfois impures) est une première difficulté. 
- Une voyelle longue est transcrite par une simple lettre, par exemple ‹ a ›, dans une syllabe ouverte, c'est-à-dire une syllabe terminée par une voyelle, et par une lettre redoublée, par exemple ‹ aa › (‹ ie › dans le cas du son /i/)dans une syllabe fermée, terminée par une consonne.
- Une voyelle fermée est transcrite par une simple lettre, par exemple ‹ a ›, dans une syllabe fermée (terminée par une consonne). Il faut donc redoubler si nécessaire la consonne qui suit pour obtenir ce résultat. Par exemple, le mot pot (pot) donne au pluriel potten afin de conserver sa prononciation du singulier (principe d'unicité de forme). Sans le redoublement du t, la prononciation donnerait poten, pluriel du mot poot (la patte)[5].

Parmi les nombreuses exceptions aux règles, on trouve la graphie -isch qui termine la majorité des adjectifs néerlandais et se prononce /-is/ en raison de l'étymologie de ces mots, mais en contradiction à la fois avec le principe de conformité de l'écrit à la prononciation standard et avec les règles sur la valeur de voyelles dans les syllabes fermées.

## Écarts par rapport aux règles officielles d'orthographe

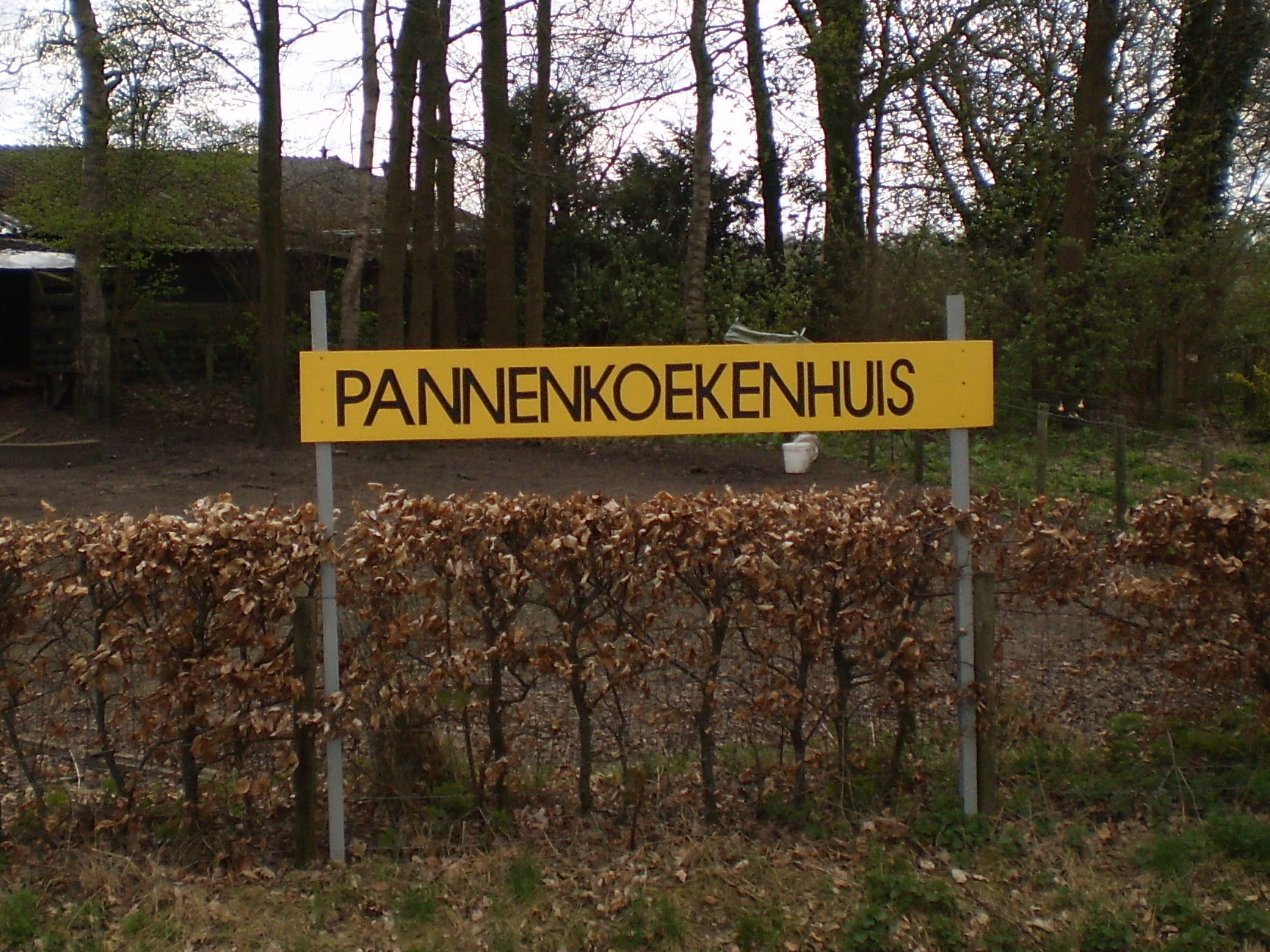
Nouvelle orthographe officielle : pannenkoekenhuis et non pannekoekhuis (mais c'est toujours une crêperie).

### Écarts accidentels
Un certain nombre de dictionnaires ou ouvrages de référence comportent quelques différences par rapport à l'orthographe du Livret vert. Il s'agit principalement du grand dictionnaire Van Dale, du dictionnaire Het Spectrum (publié par Prisma) et du guide orthographique de l'association Onze Taal. Depuis 2005, presque tous les dictionnaires suivent l'orthographe officielle. Comme ces différents ouvrages de référence ont été compilés en même temps sur la base de règles données qui devaient encore être interprétées, un certain nombre de différences fortuites sont apparues, par exemple : mener une campagne : actie voeren (Van Dale - VD) au lieu de actievoeren (Livret vert - LV), un très gros travail : handen vol werk (VD) au lieu de handenvol werk (LV), un Notre-Père : een onzevader (VD) au lieu de een Onzevader (LV), ou le Qatar : Katar (VD) au lieu de Qatar (LV).

### Livret blanc
Avec l'introduction de la nouvelle orthographe néerlandaise en 1996, l'utilisation ou l'omission du n final lorsqu'un mot est utilisé en première position dans un mot composé a été très discutée. En effet, la nouvelle règle conduit à utiliser beaucoup plus souvent le n alors que la prononciation est presque toujours un schwa (e muet). Cette querelle du tussen-n (n du milieu) a conduit à une véritable  dissidence. 
L'association Onze Taal a en effet élaboré son propre guide orthographique, le Livret blanc ou het Witte Boekje, qui s'écarte délibérément de l'orthographe officielle. C'est en particulier la question controversée de l'introduction du n muet dans l'orthographe officielle de nombreux composés qui a provoqué un rejet comme donnant lieu à toute une complexité supplémentaire avec de nombreuses exceptions. Un certain nombre de journaux et de media se sont alors distanciés de l'orthographe officielle. Cela a conduit à la création de la Plateforme de Witte Spelling, qui a abouti à la publication du Livre blanc en 2006. La plate-forme a reçu le soutien de nombreuses organisations, ce qui a permis à des journaux nationaux comme le NRC Handelsblad, de revenir à des formulations écrites plus simples.
Le Livret blanc se fonde sur une approche plus intuitive de la langue et vise à renforcer la confiance en celle-ci. À cette fin, il fournit, entre autres, des règles compréhensibles et, selon lui, plus facilement applicables. Chaque mot du glossaire du Livret blanc est accompagné d'une référence à la règle d'orthographe qui régit l'orthographe de ce mot. Le Livre blanc continue à préconiser un certain nombre de règles orthographiques qui étaient en vigueur en 1995 mais qui ont été abandonnées dans l'orthographe officielle actuelle. Un exemple est la règle d'orthographe qui stipule que les époques doivent être écrites avec une majuscule, par exemple : Middeleeuwen (Moyen Âge) ou het Kwartair (le Quaternaire).